# Ambondro

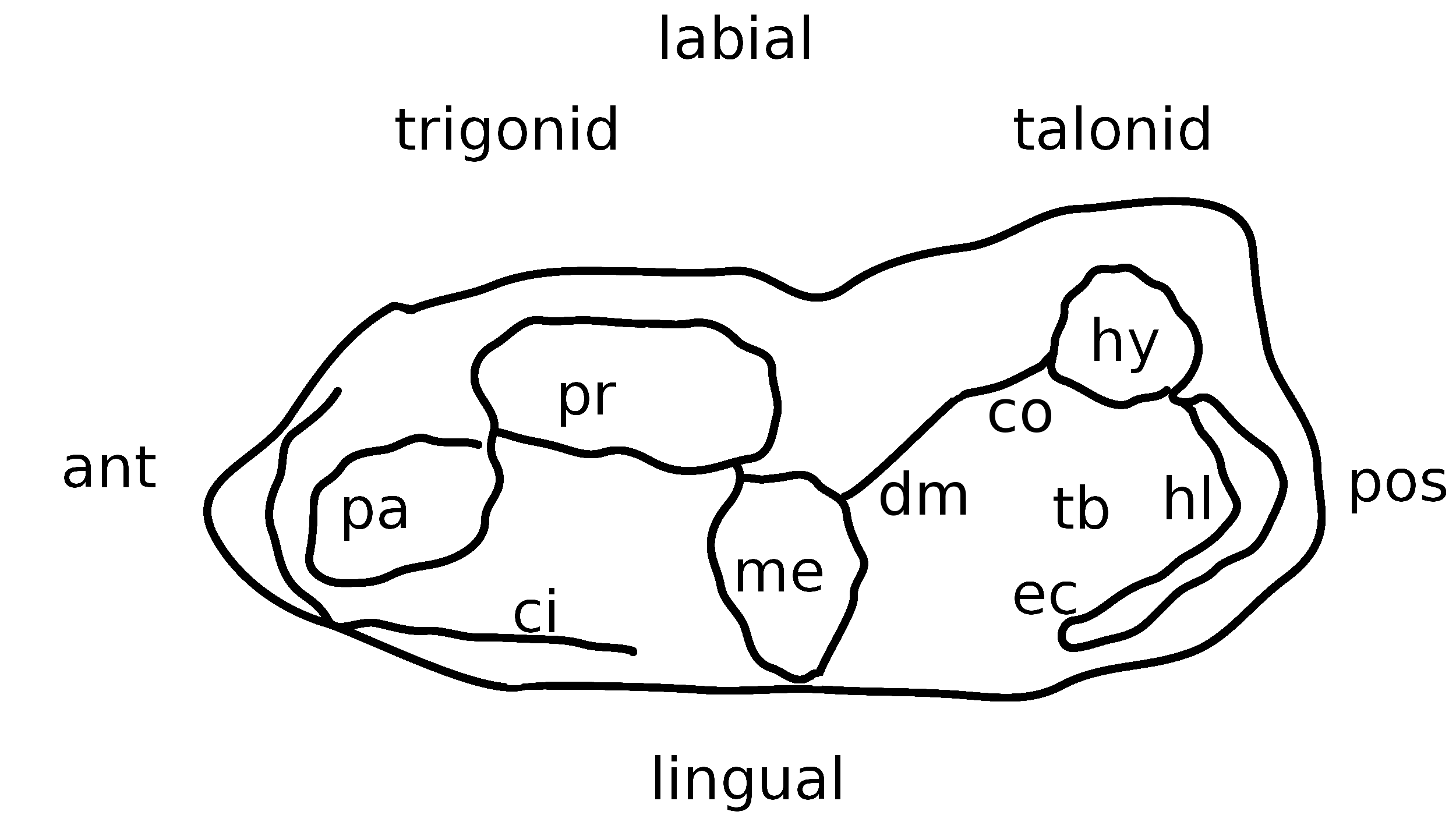
Ząb trzonowy dolny australosfenida widziany z góry. Skróty oznaczają: ant, przód; pos, tył; ci, cingulum; pa, parakonid; pr, protokonid; me, metakonid; dm, distal metacristid; co, cristid obliqua; hy, hipokonid; hl, hipokonulid; ec, entocristid; tb, talonid

Ambondro – rodzaj ssaka żyjącego w okresie jurajskim (jura środkowa, około 167 milionów lat temu) na Madagaskarze. Wyróżnia się w nim jeden gatunek A. mahabo, znany z fragmentarycznej żuchwy z trzema zębami, uważanymi za ostatni przedtrzonowiec i dwa pierwsze trzonowce. Każdy z zębów ma wydatne cingulum (obręcz). Trzonowce mają dwie grupy guzków: trigonid trzech guzków na przedzie i talonid z głównym guzkiem, mniejszym guzkiem i grzebieniem z tyłu. Talonid sugeruje, że Ambondro miał trzonowce trybosfeniczne. To podstawowe rozmieszczenie trzonowców występuje też u torbaczy i łożyskowców. Ambondro był przypuszczalnie ssakiem o trybosfenicznym uzębieniu, wyprzedzającym kolejnego znanego posiadacza tego typu uzębienia o około 25 milionów lat.
Od czasu odkrycia w 1999 Ambondro interpretuje się jako prymitywnego krewnego Tribosphenida (torbacze, łożyskowce i ich wymarli krewni o zębach trybosfenicznych). W 2001 roku opublikowano jednak sugestię łączącą go z kredowym australijskim ausktribosfenos i stekowcami (dziobak, kolczatki i ich wymarli krewniacy) w klad Australosphenida, który miałby rozwinąć trzonowce trybosfeniczne niezależnie od grupy obejmującej torbacze i łożyskowce. Jurajski argentyński Asfaltomylos czy Henosferus i kredowy australijski Bishops zostały również później włączone do Australosphenida. Nowa praca traktująca o zębach przedstawicieli tej grupy podaje w wątpliwość, czy rzeczywiście cechowali się oni uzębieniem trybosfenicznym. Inni paleontolodzy prezentują odmienny pogląd na Australosphenida. Twierdzą, że Ambondro nie jest blisko spokrewniony z grupą zawierającą Ausktribosphenos i stekowce, lub też, że stekowce nie należą do Australosphenida, a pozostałe australosfenidy są blisko spokrewnione z łożyskowcami (kwestionowane jest nawet istnienie grupy australosfenidów).

## Odkrycie
Ambondro mahabo został odkryty przez zespół Johna Flynna z wydziału geologicznego Muzeum Historii Naturalnej w Chicago i opisany w 1999 w Nature. Jego szczątki znaleziono w obrębie Basenu Mahajanga na północnym zachodzie Madagaskaru. Nazwa naukowa bierze swój źródłosłów od wioski Ambondromahabo, znajdującej się w pobliżu miejsca odkrycia. Skamieniałość liczy około 167 milionów lat i datowana jest na baton w jurze środkowej. Szczątki odnaleziono w jednostce Isalo III, najmłodszej z trzech warstw skalnych tworzących grupę. W tej samej jednostce odnaleziono także pozostałości Crocodyliformes i zęby plezjozaurów, jak również szczątki zauropoda laparentozaura.

## Budowa ciała
Ambondro opisano na podstawie fragmentarycznej prawej części żuchwy z trzema zębami uznanymi za ostatni ząb przedtrzonowy i dwa pierwsze trzonowce (m1 i m2). Okaz znajduje się w kolekcji University of Antananarivo, skatalogowany jako UA 10602. W porównaniu z innymi prymitywnymi ssakami jest niewielki. Każdy z zębów wykazuje wydatne cingulum na powierzchni wewnętrznej (językowej). Przedtrzonowiec składa się ze środkowego guzka z jednym bądź dwoma mniejszymi guzkami i obręczą (cingulum) po stronie wewnętrznej.
Ostatni przedtrzonowiec posiada dobrze zbudowany guzek centralny. Niewielki guzek widnieje z tyłu zęba, a drugi prawdopodobnie w przednim wewnętrznym rogu. Ząb ten przypomina trzonowce symetrodontów, grupy prymitywnych ssaków, jednakże tylny guzek nie dorównuje rozmiarami metakonidom symetrodontów.
Przednia połowa m1 i m2 zbudowana jest z trigonidu, grupy trzech guzków tworzących trójkąt obejmującej: parakonid na przedzie od strony wewnętrznej, protokonid pośrodku strony zewnętrznej (wargowej) i metakonid na tyle powierzchni zewnętrznej. Każdy z trzech guzków tworzy kąt prosty z pozostałymi, wobec czego trigonid opisuje się jako otwarty. Parakonid jest wyższy, niż metakonid. Przy przednim brzegu występuje cingulum podzielone na dwa niewielkie guzki. U Ambondro, inaczej niż w przypadku wielu wczesnych ssaków o zębach trybosfenicznych i bliskich krewnych, nie występuje dodatkowy guzek za metakonidem. Na tyle trigonidu grzebień (ang. distal metacristid) leży względnie blisko zewnętrznej strony zęba, a jego kontynuację stanowi kolejny grzebień cristid obliqua, połączony z kolei z tylną częścią zęba.
Talonid, inna grupa guzków, tworzy tylną część zęba. Ma większą szerokość niż długość. Zawiera dobrze rozwinięty guzek zwany hipokonidem, leżący na zewnętrznej stronie. Po wewnętrznej znajduje się zagłębienie w talonidzie, leżące pośrodku. Cristid obliqua łączy się z hipokonidem. Mniejszy hipokonulid leży wzdłuż wewnętrznej strony zęba. Hipokonid i hipokonulid łączą się z zaostrzoną krawędzią. Nasuwają na myśl występowanie guzka metakona na trzonowcu górnym. Dalej wzdłuż wewnętrznego boku grzebień zwany entocristid okala talonid; na pierwszym zębie trzonowym jest zgrubiały, na drugim natomiast zawiera dwa małe guzki, ale brakuje mu wydatnego entokonidu. Entocristid rozciąga się na językowej części.
Fasetki zębowe to obszary zęba wykazujące dowody kontaktu z zębem przeciwległej szczęki, gdy zęby szczęki i żuchwy zwierają się ze sobą. Flynn i współpracownicy zidentyfikowali dwie takie struktury na przednim i tylnym brzegu talonidu. Twierdzą oni, że struktury te wskazują na obecność innego guzka na zewnętrznej powierzchni zęba, w tym wypadku górnego trzonowca, zwanego protocone. W publikacji z 2005 opisującej rodzaj – spokrewnionego z tu opisywanym – prymitywnego ssaka z Argentyny o nazwie Asfaltomylos Thomas Martin i Oliver Rauhut dyskutowali obecność tychże fasetek zębowych w obrębie talonidu u Ambondro, zidentyfikowali je natomiast na guzkach i grzebieniach otaczających basin. Uczeni zasugerowali, że w talonidach australosfenidów pojawiały się głównie na obrzeżach, nie w samym zagłębieniu talonidu, a australosfenidy nie miały funkcjonalnych protocone.

## Interpretacje
W swej publikacji Flynn i współpracownicy opisali Ambondro jako najstarszego ssaka o siekaczach trybosfenicznych. Jest to pierwotny typ zębów trzonowych ssaków niższych (torbacze i ich wymarli krewni) i ssaków wyższych (łożyskowce i ich wymarli krewni), charakteryzujący się występowaniem guzka protocone na górnych trzonowcach kontaktującego się z talonidem dolnych trzonowców podczas żucia. Odkrycie Ambondro poszerzyło znany okres występowania takiego uzębienia o 25 milionów lat wstecz. Konsekwentnie Flynn i współpracownicy argumentowali przeciwko powszechnemu poglądowi, zgodnie z którym ssaki o zębach trybosfenicznych pojawiły się na kontynentach północnych, w Laurazji. Zamiast tego przedstawili hipotezę, że ssaki te powstały na południu, w Gondwanie. Optują oni za opinią, że zatrzymanie distal metacristid i otwarty trigonid to cechy różniące Ambondro i bardziej współczesnych posiadaczy zębów trybosfenicznych.
W 2001 Zhe-Xi Luo i współpracownicy zaproponowali wersję alternatywną, zgodnie z którą trybosfeniczny wzór siekaczy pojawił się dwukrotnie – raz w przypadku boreosfenidów (torbacze i łożyskowce), a innym razem u Ambondro, kredowego australijskiego Ausktribosphenos i obecnych stekowców, które pojawiły się po raz pierwszy w kredzie, łączone w klad australosfenidy. Scharakteryzowali oni australosfenidy poprzez obecność cingulum na przednim zewnętrznym brzegu dolnego trzonowca, szeroki i krótki talonid, względnie niski trigonid i trójkątny ostatni dolny przedtrzonowiec.
Również w 2001 Denise Sigogneau-Russell i współpracownicy w swoim opisie najwcześniejszego trybosfenicznego ssaka z Laurazji o nazwie rodzajowej Tribactonodon zaakceptowali pokrewieństwo pomiędzy Ausktribosphenos i stekowcami, uznali jednak Ambondro za bliższego trybosfenicznym ssakom Laurazji, niż Ausktribosphenos i stekowcom. Jako dowód przeciwko integralności australosfenidów podali obecność językowych cingula u wielu ssaków nietrybosfenicznych, obecność dwóch guzków na przednim cingulum u Ambondro, jak również u pewnych boreosfenidów, inny wygląd przedtrzonowców, płaskich u Ambondro, a kwadratowych u Ausktribosphenos, a w końcu kontrast pomiędzy talonidami u Ambondro (z dobrze rozwiniętym hipokonidem po stronie wargowej) i Ausktribosphenos (kwadratowym).
W następnym roku Luo i współpracownicy opublikowali bardziej kompletną analizę potwierdzającą ich poprzednie wnioski i zaliczającą kredowego australijskiego Bishops whitmorei do Australosphenida. Wymienili tam budowę hipokonulidu, pochylonego bardziej do przodu, a nie do tyłu, jak u boreosfenidów, jako ich dodatkową cechę. Zauważyli też, że Ausktribosphenos i stekowce wyróżniała (do wyłączenia Ambondro) obecność V-kształtnego karbu w distal metacristid. W tym samym roku opisano Asfaltomylos z jurajskiej Argentyny jako kolejnego australosfenida. W przeciwieństwie do Ambondro zwierzę to nie miało distal metacristid, jak również dobrze rozwiniętego językowego cingulum.
W 2003 Michael Woodburne i współpracownicy dokonali rewizji filogenetyki wedle Luo i współpracowników. Wprowadzili doń poważne zmiany, zwłaszcza w przypadku stekowców. Ich wyniki (dolny kladogram) zmieniły podział na australosfenidy i boreosfenidy zaproponowany przez Luo et al.. Wykluczyli stekowce z Australosphenida, pozostałych członków tej grupy umieszczając blisko Eutheria, a Ambondro uznając za najbliżej spokrewnionego z Asfaltomylos. W 2007 Guillermo Rougier i współpracownicy opisali innego australosfenida Henosferus, również z jurajskiej Argentyny. Optowali przeciwko uznaniu bliskiego pokrewieństwa pomiędzy Eutheria i Australosphenida (górny kladogram), natomiast wobec umieszczenia stekowców w obrębie australosfenidów wyrazili stosunek ambiwalentny. Bazując po części na wcześniejszej pracy Martina i Rauhuta, opisującej fasetki zębowe australosfenidów, zakwestionowali obecność prawdziwego funkcjonalnego protocone na górnych trzonowcach niestekowców-nieaustralosfenidów, konsekwentnie sugerując, że australosfenidy mogły mimo wszystko nie posiadać zębów właściwie trybosfenicznych.